# Азербејџански железнички музеј
Азербејџански железнички музеј (азер. Azərbaycan Dəmiryol Muzeyi) је железнички музеј у Бакуу, Азербејџан. Музеј је отворен 2019.
Музеј се налази у историјској згради железничке станице Сабунчу у центру града Бакуа, у близини трга Џафар Џабарли (станица метроа 28. мај).

## Историја
Отварање Азербејџанског железничког музеја одржано је 19. новембра 2019. године, уз учешће председника Илхама Алијева.
Радови на реконструкцији музеја, који је био затворен током пандемије корона вируса, изведени су, а након што је обогаћен новим експонатима, почео је да дочекује посетиоце 28. децембра 2023.
Историјска железничка станица Сабунчу (у близини станице метроа 28. мај), једна од три зграде које се састоје од историјског комплекса станице путничке станице Баку, дом је Азербејџанског железничког музеја. Ова зграда је пуштена у рад 6. јула 1926. године, на дан отварања прве електрификоване железнице у Азербејџану. Железничка станица Сабунчу у Бакуу била је прва зграда станице која је примила електричне возове.
Зграда је изграђена на основу националних архитектонских традиција Азербејџана и по свом изгледу и многим елементима подсећа на палату Ширваншах. Истичу се прозори зграде рађени у стилу националне уметности „шабака“, декор из периода Ширваншаха у горњем делу фасаде улаза и резбарење лавова на сахат-кули.
Музеј има две изложбене сале, биоскопску салу и сале за организовање културних и корпоративних догађаја. Овде се одржавају догађаји као што су дани потписивања књига, сати читања, изложбе књига и уметности, сусрети са јавним личностима. У холовима су изложени различити занимљиви експонати који се односе на фазе развоја железничког сектора Азербејџана, укључујући фото и видео материјале који одражавају историју настанка железнице у 19. веку, као и макете возова. Такође, направљен је фото кутак који одражава услуге које је председник Хејдар Алијев пружио у развоју железница у Азербејџану.